# Jōraku-ji (Tokushima)

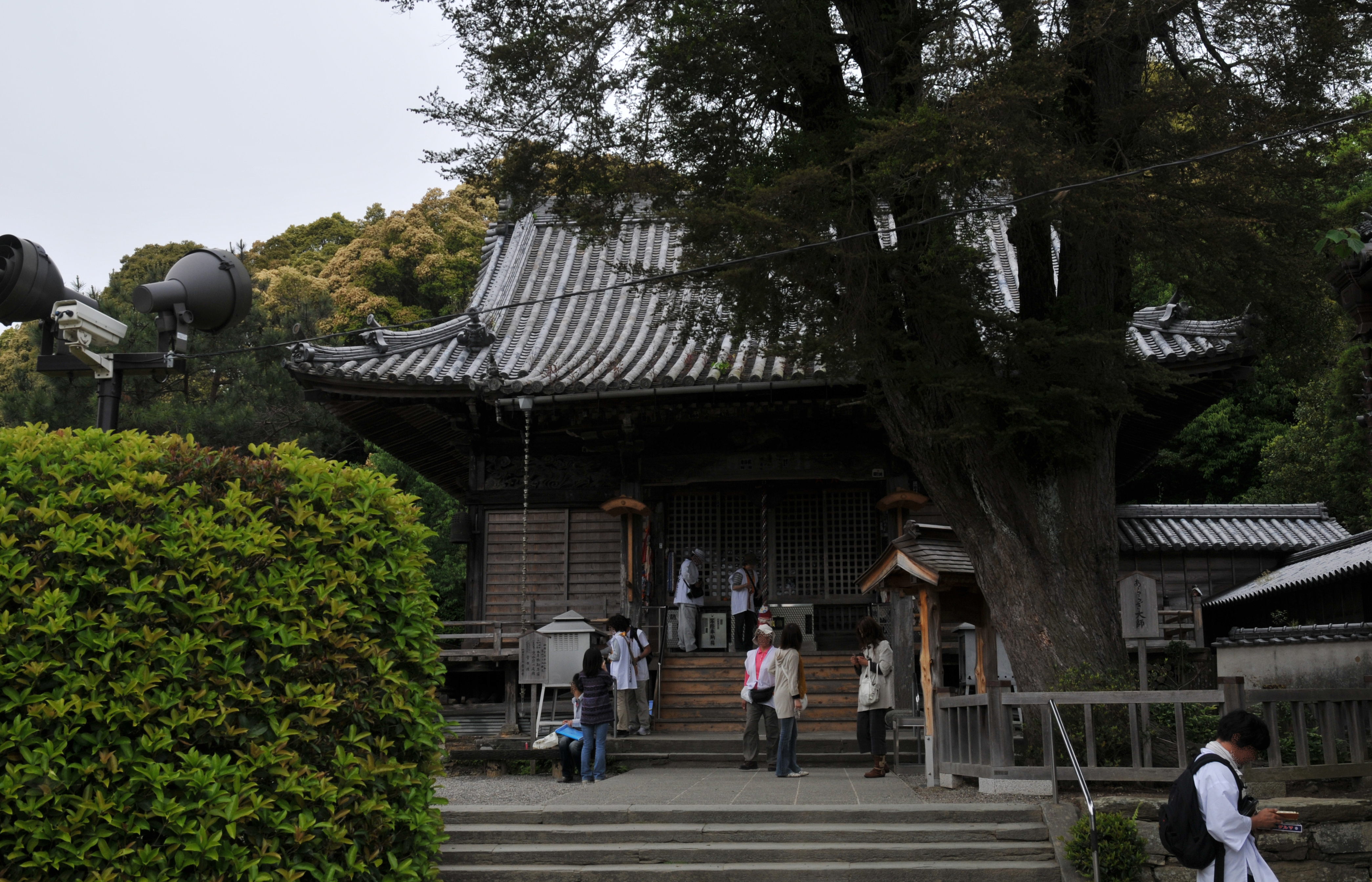
Haupthalle

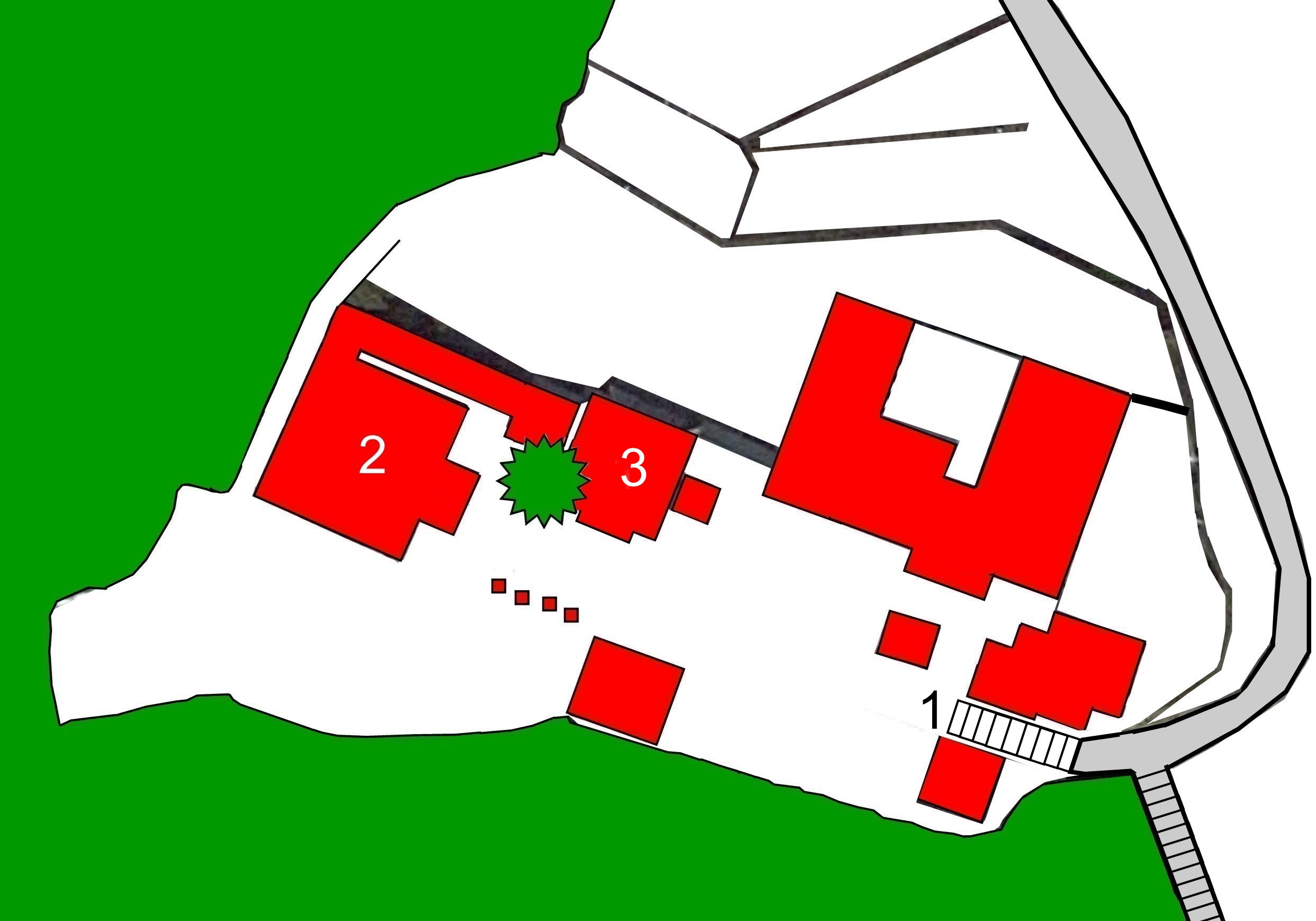
Plan des Tempels (s. Text)

Der Jōraku-ji (japanisch 常楽寺) mit den Go Ōgurizan (盛壽山) und Emmeiin (延命院) in den Bergen am Rande der Stadt Tokushima ist ein Tempel des Shingon-Buddhismus. In der traditionellen Zählung ist er der 14. Tempel des Shikoku-Pilgerwegs.

## Geschichte
Unter den 88 Tempeln des Shikoku-Pilgerwegs ist der Jōraku-ji der einzige, in dem der heilige Maitreya (弥勒菩薩), japanisch Miroku bosatsu, verehrt wird. Der Tempel wurde von Priester Kūkai gegründet, als er im 42. Lebensjahr, das für Männer als gefährlich gilt, in diese Gegend kam und dort den in vielerlei Gestalt auftretenden Maitreya gesehen haben soll. Er schnitzte daraufhin aus einem Baum die Kultfigur und errichtete erste, einfache Tempelgebäude. Später haben sein Neffe, Priester  Shinnen (真然), die Haupthalle und Priester Kishin (祈親) die Lehrhalle, die dreistöckige Pagode und das Tempeltor errichtet, sodass eine weiträumige Tempelanlage entstand.
In der Muromachi-Zeit wurde der Tempel zum Gebetsort für die Fürsten der Provinz Awa, aber in den kriegerischen Auseinandersetzungen während der Tenshō-Ära (15–15) wurde der Tempel zerstört. Anfang der Edo-Zeit wurde der Tempel wieder aufgebaut, und im Jahr 1818 wurde er, bis dahin am Fuße der Berge gelegen, höher gelegt. Heute ist er in der Nähe des „Gartens der fließenden Steine“ (流水岩の庭. Ryūsuigan no niwa) über eine Treppe von fünfzig Steinstufen erreichbar.

## Anlage
Die heutige Anlage besteht nur aus wenigen Gebäuden. Durchschreitet man das durch zwei Steinpfeiler gekennzeichnete Tempeltor (山門, Sammon; 1), so sieht man voraus die Haupthalle (本堂, Hondō; 2) und rechts davor die Halle, in der der Tempelgründer verehrt wird, die Daishidō (大師堂; 3).
Eine Sehenswürdigkeit ist der mächtige Araragi (アララギ, dt. „Eibenbaum“) zwischen Haupthalle und Daishidō, der bei einer Höhe von 10 m einen Umfang von 8 m hat und auf dessen Astgabelung eine kleine Figur, Kūkai darstellend, sitzt. Zu dem Baum wird bei Augenproblemen und bei Zuckererkrankung gebetet.

## Bilder

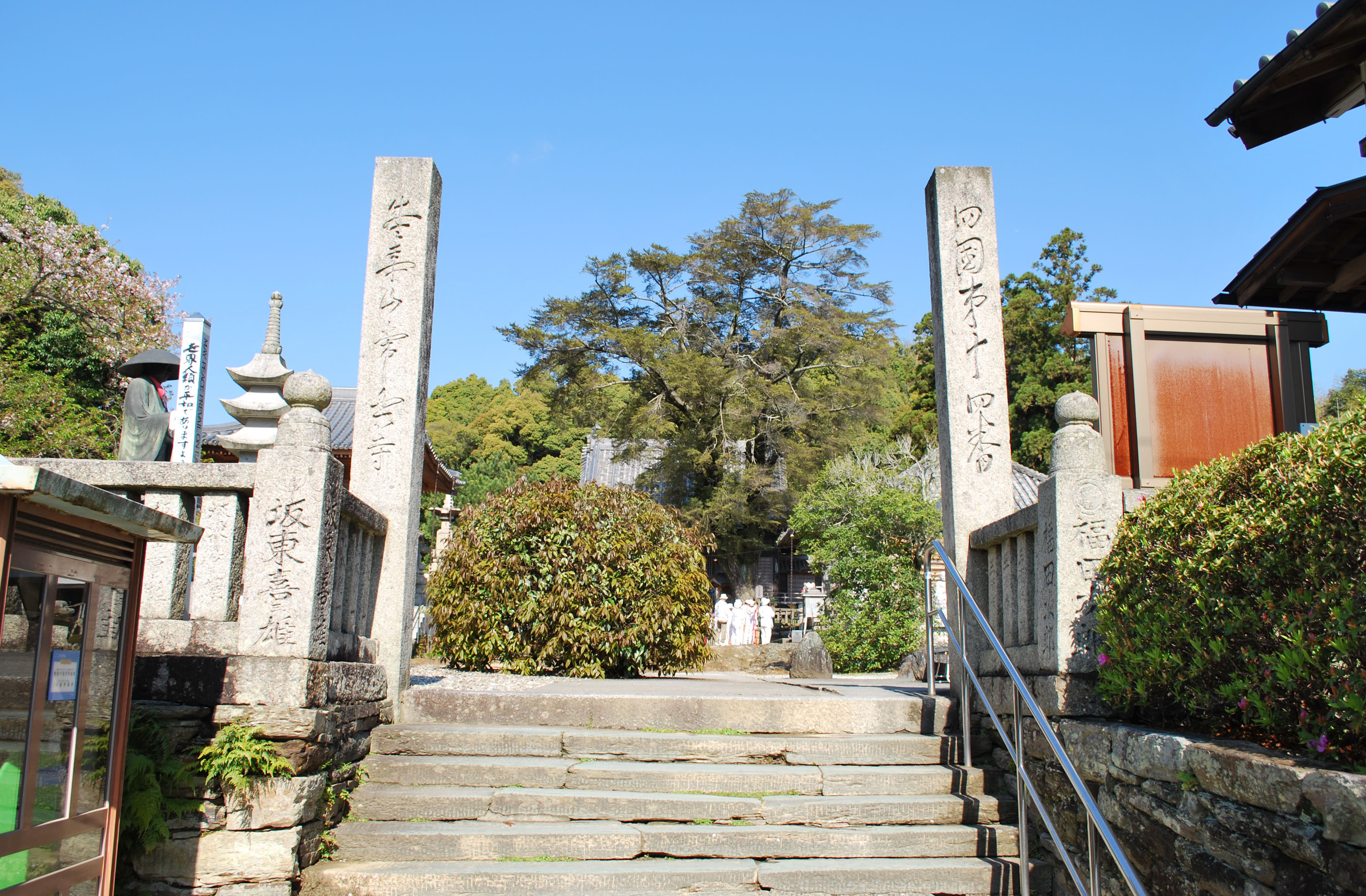
Tempeltor
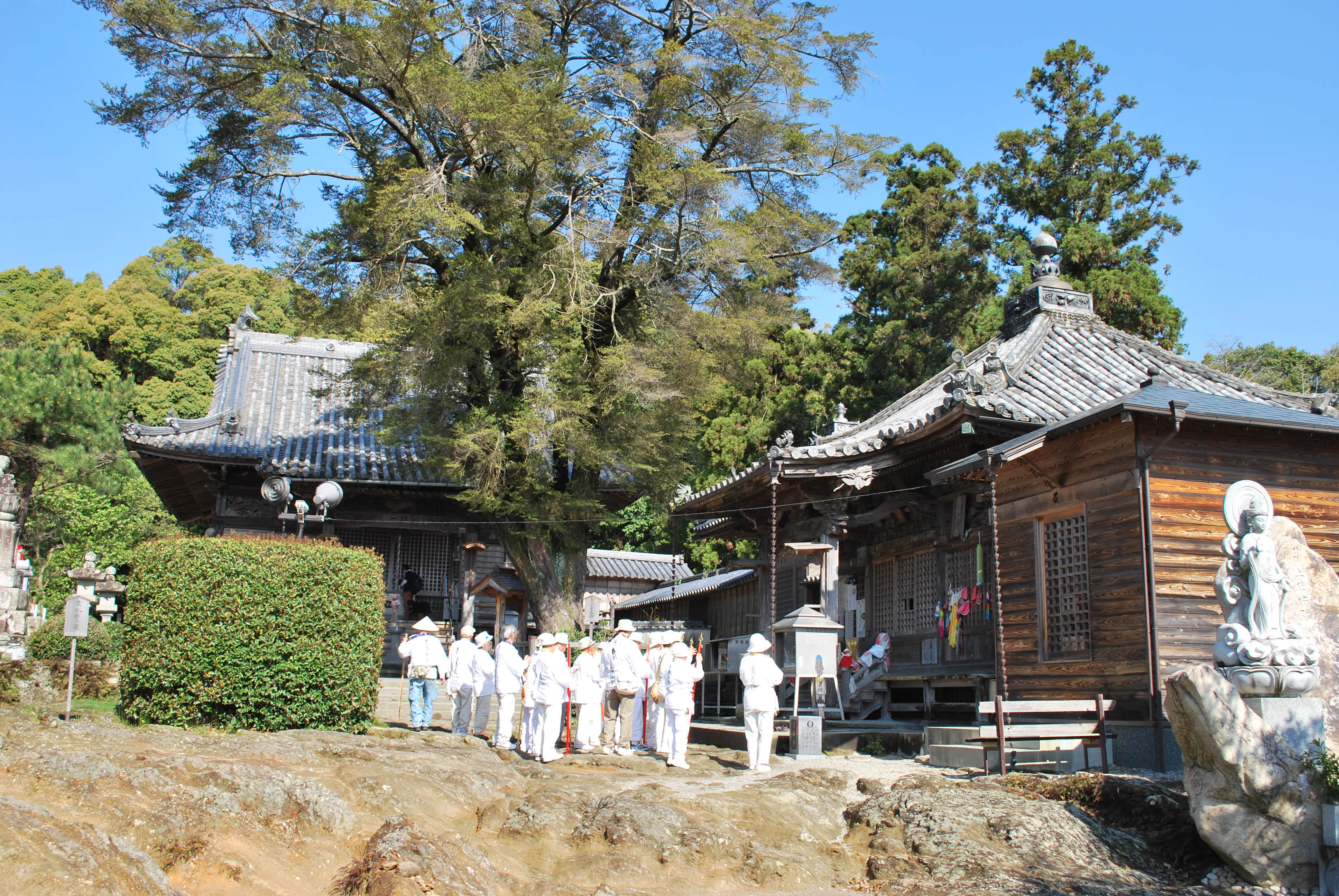
Haupthalle und Daishidō
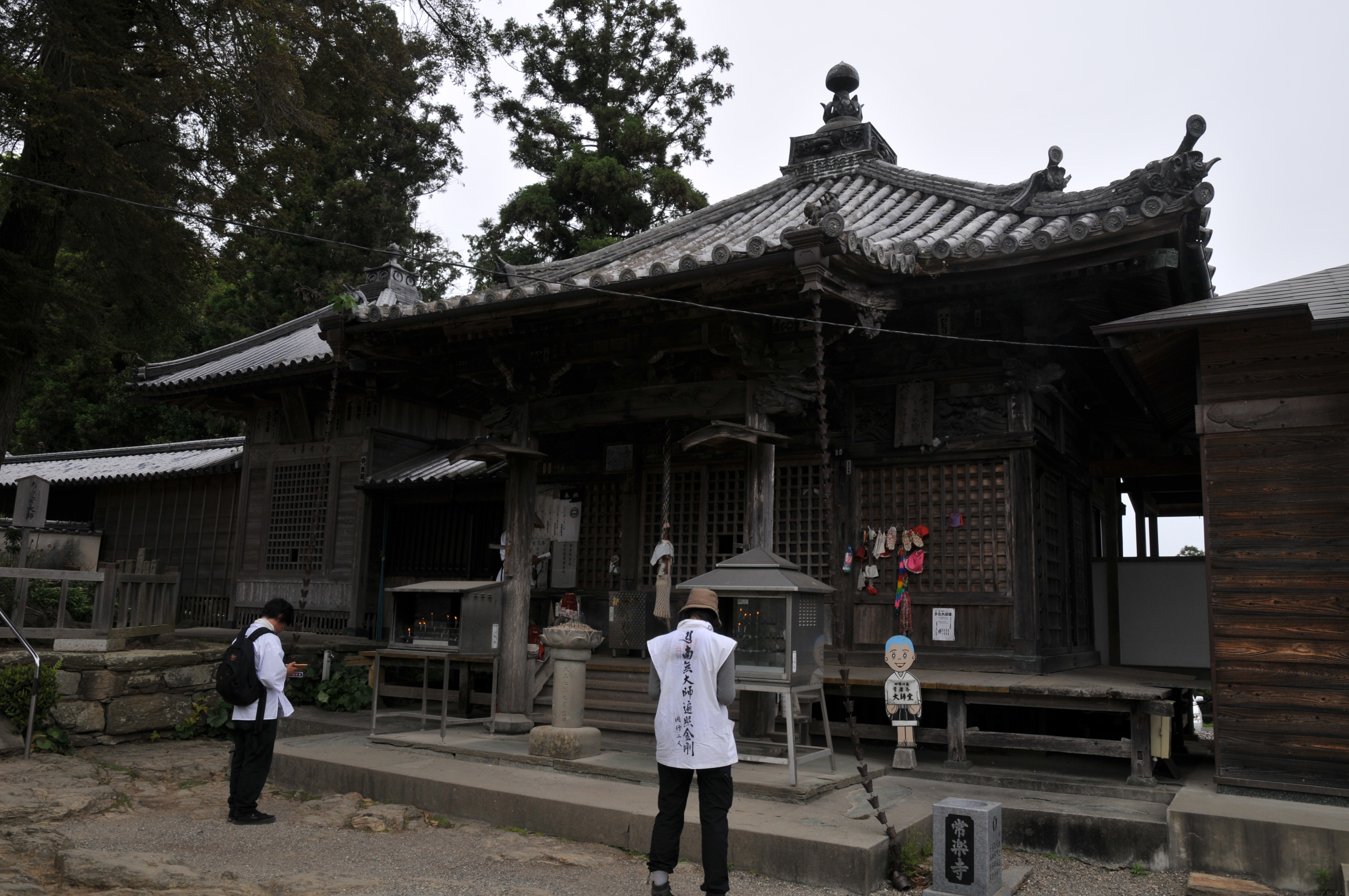
Daishidō